# Pierre Roy de Loulay
Pierre Auguste Roy de Loulay est un homme politique français né le 26 août 1818 à Asnières-la-Giraud (Charente-Maritime) et mort le 20 février 1896 à Paris.

## Biographie
Avocat à Saint-Jean-d'Angély, il est maire de la ville et conseiller général du canton de Loulay et président de la société d'agriculture. Il est député de 1863 à 1870, candidat officiel soutenant le régime impérial. En 1871, il est élu représentant de la Charente-Maritime, inscrit au groupe bonapartiste de l'Appel au peuple. Il est sénateur de la Charente-Maritime de 1876 à 1885.

## Sources
- « Pierre Roy de Loulay », dans Adolphe Robert et Gaston Cougny, Dictionnaire des parlementaires français, Edgar Bourloton, 1889-1891 [détail de l’édition]